# Structure des opportunités politiques
La notion de structure des opportunités politiques (SOP) (en anglais « political opportunity theory » ou « political opportunity structure ») permet de mieux saisir les conditions d'émergence d'un mouvement social. Elle met en avant le contexte politique comme catalyseur ou répresseur des mobilisations. Cette notion fut mise en avant pour la première fois par l'Américain Peter Eisinger, pour qui « conditions d'émergence [d'un mouvement social] » et « conjoncture politique » sont fortement liées, puis reprise par Sidney Tarrow, qui en propose une élaboration plus rigoureuse.

## Olivier Fillieule & Lilian Mathieu
Pour les sociologues français Olivier Fillieule et Lilian Mathieu, la structure des opportunités politiques « rend compte de l’environnement politique auquel sont confrontés les mouvements sociaux, et qui peut selon la conjoncture exercer une influence positive ou négative sur leur émergence et leur développement. » Ces opportunités consistent en,,, :
- Un accès plus facile aux décisions politiques ;
- L'instabilité des opinions au sein des élites (voire un conflit entre elles) ;
- Un accès aux élites grâce à des alliés influents ;
- Un pouvoir politique local et/ou national peu présent ou répressif.

## Peter Eisinger
Dans les années 1970, la sociologie américaine s’intéresse aux effets des contextes dans les mouvements sociaux, notamment à travers la notion de « structures des opportunités politiques », dont Peter Eisinger rend compte. Peter Eisinger utilise pour la première fois la notion de structure des opportunités politiques, sans la conceptualiser particulièrement. Dans son étude sur les mouvements des droits civiques, il fait un travail comparatif sur la trajectoire de ces mouvements dans 43 villes des États-Unis. Il constate qu'en fonction des contextes politiques locaux et notamment le degré d’ouverture ou de fermeture des contextes politiques locaux, le devenir des mobilisations n’est pas le même.
Si le pouvoir politique local n’est pas très présent, s'il est idéologiquement réceptif aux mobilisations du mouvement des droits civiques, alors les mobilisations vont être de grande ampleur (contexte politique ouverte, favorable aux développements des mouvements sociaux). À l'inverse, des villes aux contextes fermés : pouvoir politique qui a la capacité et la volonté de résister aux mouvements sociaux, par l’opposition voire la répression.

## Doug McAdam
Doug McAdam s'intéresse lui aussi aux mouvements des droits civiques, de manière macrosociologique. Il insiste sur le fait que les années 1950, qui voient émerger ces mouvements des droits civiques, sont un contexte très favorable à ces mobilisations.
Contexte :
- Migrations des États du Sud aux États du Nord de beaucoup de Noirs-Américains, qui favorisent la possibilité d'exprimer une insatisfaction ;
- Le parti démocrate américain développe une stratégie électorale de tentative de captation de l'électorat afro-américain ;
- Les années 1950 sont marquées par l'apogée de la guerre froide et du Maccarthysme, qui font particulièrement craindre au gouvernement fédéral des risques de déstabilisation intérieure.

Le concept des SOP rend compte de ce que la trajectoire d'un mouvement social doit aux évolutions conjoncturelles du système politique. Ce poids des contextes est déterminant, indépendamment de la capacité à capter des ressources, parce que si le système politique est fermé, les ressources ne servent à rien.

## Sydney Tarrow
Dans les années 1990, Sidney Tarrow va essayer d’en proposer une élaboration plus rigoureuse. Il découpe en quatre caractéristiques essentielles le système des opportunités politiques :
- Les institutions politiques, et leur degré d’ouverture et de fermeture ;
- La stabilité ou l’instabilité des alignements des cadres politiques (dans le temps) ;
- La présence ou l’absence d’alliés influents au mouvement social considéré ;
- L'existence ou non au sein des élites de divisions, existe-t-il une homogénéité de l’idéologie du bloc hégémonique par rapport aux revendications du mouvement social ?

Tarrow va parler de « cycle de mobilisations » pour insister sur le fait que la variabilité historique de l’ouverture ou la fermeture d’un système politique va créer des variations de l’intensité des mobilisations dans une société. Il le définit comme une « vague croissante puis décroissante d’actions collectives étroitement liées et de réactions à celles-ci, ».

## Erik Neveu
Dans un domaine largement dominé par les théories anglo-saxonnes, Erik Neveu propose une approche mettant l’accent sur les stratégies internes des acteurs sociaux et sur les dynamiques de pouvoir au sein des mouvements. Cette perspective enrichit la notion d’opportunités politiques, en se concentrant non seulement sur les facteurs externes mais aussi sur la manière dont les acteurs sociaux peuvent transformer et créer ces opportunités à travers leurs actions collectives.

« Un mouvement social est un agir-ensemble intentionnel, marqué par le projet explicite des protagonistes de se mobiliser de concert. Cet agir-ensemble se développe dans une logique de revendication, de défense d’un intérêt matériel ou d’une “cause”. »

— Erik Neveu, Sociologie des mouvements sociaux,.
La principale critique de Neveu vis-à-vis des théories classiques des opportunités politiques réside dans leur tendance à considérer les opportunités comme des éléments externes et objectifs auxquels les mouvements sociaux réagissent. Pour lui, cette vision est trop réductrice et omet la capacité des acteurs sociaux à jouer un rôle plus actif et constructif dans la création et l’exploitation des opportunités. Il propose ainsi une approche plus dynamique et relationnelle qui reconnaît la création d’opportunités à travers des stratégies collectives et des rapports de pouvoir au sein des mouvements sociaux.